# Michael David
Michael David (* 1685 in Halberstadt; † 24. Oktober 1758 in Hannover) war kurfürstlich hannoverscher und königlich britannischer Hof- und Kammeragent und Vorsteher der jüdischen Gemeinde in Hannover.

## Leben
Der in Halberstadt als Sohn des gelehrten David Alexander Federschneider geborene Michael David stammte aus einer begüterten Schutzjudenfamilie. Seine Brüder Alexander und Abraham waren als Kammeragenten in Braunschweig und Kassel tätig.

## Hannoverscher Kammeragent
Michael David, in jüdischen Urkunden Michael Hannover ha-Levy genannt, der älteste der drei erwachsenen Söhne von Alexander David gen. Federschneider, absolvierte seine „Lehrzeit“ in Hannover bei Leffmann Behrens, dem berühmten kurfürstlichen Kammeragenten und Oberhoffaktor. Hier war er verantwortlich für das Kontor. Dies hatte er wohl dem Wirken und den Stiftungen des in Halberstadt ansässigen sächsischen Hofjuden und königlich polnischen Residenten Issachar Berend Lehmann (dessen Witwe Hannele später seine zweite Frau wurde) zu verdanken. Dessen Kontakte zu den welfischen Höfen und dessen Protektion bereiteten ihm den Weg, sich in Hannover als Hofjude niederzulassen, obwohl Michael erst 15 oder 16 Jahre alt war (17-jährig hatte er schon Söhne). Er machte sich selbständig, zunächst noch partnerschaftlich mit Leffmann Behrens sehr verbunden. Aber schon bald erwuchs sein Handelshaus zum Konkurrenten der Firma Behrens, nachdem bereits 1713 das Leffmann erteilte Privileg auf ihn mit ausgedehnt worden war. 1714 erreichte Michael beim Kurfürsten seine offizielle Bestallung zum Hof- und Kammeragenten. Nach dem Niedergang des Hauses Behrens übernahm er auch weitgehend dessen Geschäftsbereich. Allerdings litt diese Stellung durch die Berufung des hannoverschen Kurfürsten Georgs I. auf den englischen Königsthron (1714) und die Verlegung der Residenz nach London, da die englischen Welfenkönige nunmehr ihre Geschäfte in der Hauptsache durch die Londoner Bankiers besorgen ließen. Immerhin haben sich Michael David und seine Nachkommen aber fast ein Jahrhundert lang in der Position von Kur-Hannoverschen Hof- und Kammeragenten oder Kriegsagenten zu behaupten vermocht.

## Stiftungen
Michael David und sein Schwiegervater Salomon Düsseldorf (beide Leviten) erwarben bei dem tragischen Zusammenbruch des Leffmann Behrens Cohenschen Hauses unter dessen Enkeln die von Leffmann und seinem Sohn Herz 1703 erbaute alte Synagoge am Berge von Hannover, um sie, einschließlich Thorarollen und Thoraschmuck, der jüdischen Gemeinde zu schenken. Als die Enkelkinder in den großen Konkurs gerieten, sollten die Grundstücke der Familie, zu denen auch das Wohnhaus mit der Synagoge gehörte, versteigert werden. Um dieses zu verhüten, entschlossen sich Michael David und Salomon Düsseldorf, vom Kurator Lüdemann das Grundstück mit der Synagoge zu kaufen. Das Wohnhaus behielten die beiden Käufer, die Synagoge jedoch mit ihrem Inventar überließen sie unter Bedingungen (1741) der Gemeinde:
- Michael und Salomon Düsseldorf können nach freier Wahl für sich und ihre Frauen zwei Plätze in der Synagoge wählen, die als Erbgut in der Familie bleiben.
- Die Stellen in der Synagoge sollen für einen Jahresbeitrag vermietet werden. Drei Synagogenvorsteher sollen die Verwaltung in Händen haben. Zwei von ihnen sollen stets aus der Familie des Michael David und Salomon Düsseldorf und der dritte aus der Mitte der Gemeinde durch Gemeindebeschluss gewählt werden, jedoch können nur die steuerzahlenden Mitglieder ein derartiges Ehrenamt bekleiden.
- Die Einnahmen von der Vermietung der Synagogenplätze dürfen nur zu Synagogenzwecken verwendet werden.
- Den Kindern oder sonstigen Erben steht nicht das Recht zu, den von dem Vater innegehabten Synagogenplatz zu beanspruchen.
- Den Gemeindemitgliedern, deren Verhältnisse nicht derartig sind, um eine Synagogenstelle zu mieten, soll unentgeltlich eine ihrer Würdigkeit entsprechende Stelle gegeben werden.
- Die Verteilung der Stellen soll durch den Landrabbiner I. Selig Karo, die Rabbiner Samson Düsseldorf und Juda Lissaerfolgen.

Abgabepflichtige Eigentümer des Synagogengrundstückes waren in den Stadtregistern noch immer nacheinander Michael David, sein Sohn Meyer und dessen Erben und schließlich Michaels Urenkel Ezechiel Simon. An die hochherzige Schenkung erinnerte eine Inschrift am Deckenträger des Synagogeneingangs. Die Familie stiftete im Laufe der Zeit viele weitere Gemeindeeinrichtungen wie Schulen, Gelehrtenwohnungen, Waisenhaus usw., die zum Teil noch im 20. Jahrhundert bestanden.

## Gelehrtenstiftung
Das beständigste seiner Lebenswerke war die durch seine testamentarische Verfügung von 1756 ins Leben gerufene Gelehrtenstiftung, die Vorgängeranstalt der von seinen Söhnen daraus gegründeten Freischulen. Die meisten Jungen verließen nach der Bar-Mizwa die Schule, um einen kaufmännischen oder handwerklichen Beruf zu erlernen. Es besteht dann die Möglichkeit, an den Jeschiwoth, den Talmudhochschulen, der anderen wichtigen traditionellen Schuleinrichtung, das Studium von Talmud und Thora zu vertiefen. Diese Institution dient vor allem zur Ausbildung von Rabbinern. Im Zuge von Emanzipation und Akkulturation verschwinden diese traditionellen Einrichtungen zunehmend, und auch die Lerninhalte wandeln sich. Das Bildungsideal orientiert sich nunmehr an dem der christlichen, bürgerlichen Umwelt. Zudem wird die Funktion der Berufsausbildung durch die Schulen wichtiger. Seinen Ausdruck findet dieser Prozess in der Gründung so genannter Freischulen seit dem Ende des 18. Jahrhunderts, die neben religiösen auch und sogar vornehmlich weltliche Lehrgegenstände anbietet.

## Heiratspolitik
Bei seinen Kindern betrieb Michael David, ebenso wie für sich selbst, eine – zumindest geschäftlich gesehen – geschickte Heiratspolitik. Sein Sohn Moses heiratete in die in Kassel herrschende Familie Goldschmidt, womit er auch Michaels Bruder Abraham, der ja in Kassel saß, Vorteile verschaffte. Sohn David heiratete in die Familie Bösing (Hirschel), Münzlieferanten der Breslauer Münze. Salomon, sein später sehr erfolgreicher Geschäftsnachfolger, heiratete in die Familie Gomperz in Amsterdam (nachdem er in jungen Jahren und erster Ehe mit seiner Nichte verheiratet war). Aber auch die Töchter dienten mit ihren Eheverbindungen dem Unternehmen: Bela heiratete in die Wolfenbüttelsche Hoffaktoren-Familie Gumpel, und Golde wurde die Schwiegertochter des in Deutschland einflussreichsten Hoffaktors Issachar Berend Lehmann. Damit vernetzte er seine geschäftlichen Aktivitäten quer durch ganz Europa.

## Grabanlage Friedhof Oberstraße in Hannover

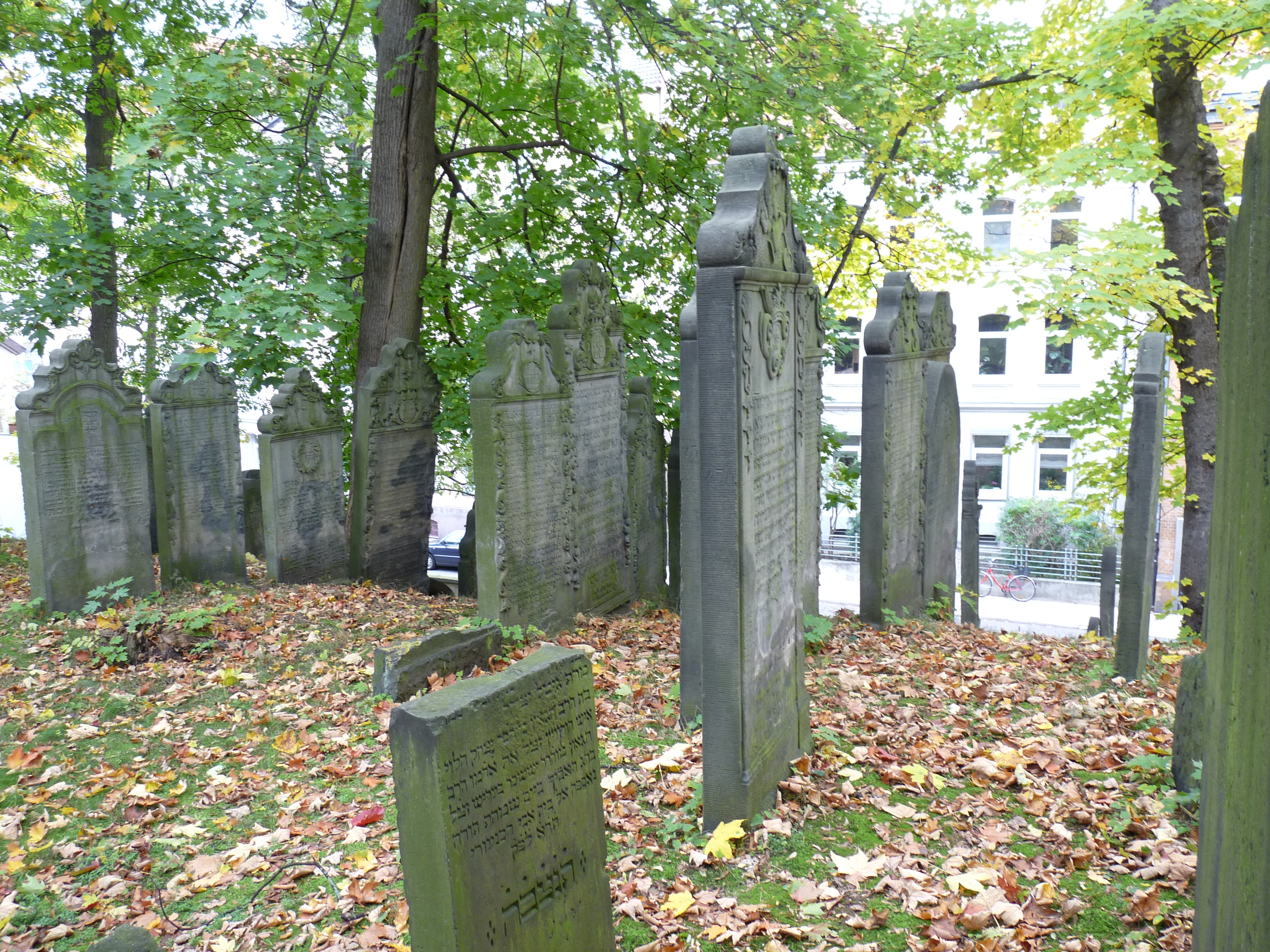
Michael David’sche Grabreihe auf dem jüdischen Friedhof Oberstraße: links mit Enkeln, Mitte Hindchen und Michael David, vorne beginnend mit den Söhnen Joseph und Kalman, Serle Alexander und Salomon

Die Michael David’sche Grabreihe auf dem Friedhof Oberstraße ist – neben jener der Familien Berend, Oppenheim und Cohen – eine der prominentesten auf der Mitte des Hügels.

## Familie
Michael David war zweimal verheiratet: in erster Ehe mit um 1699 mit Hindchen Düsseldorf († 11. März 1729) alter Friedhof Oberstraße 249, T.d. Salomon (Salman) Levi Düsseldorf u.d. Blümchen Gans.
In zweiter Ehe Ehe mit am 15. März 1731 mit Sara Hanna Beer-Oppenheim † Hamburg 23. August 1757, Witwe d. Berend Lehmann, T.d. Vorstehers Mendel Beer-Oppenheim aus Frankfurt/M. Sara Hanna (Hannerle) brachte aus ihrer ersten Ehe mit Berend Lehmann die beiden Söhne Gumpert Berend und Mose Kosman Berend (* 1713 † 1769) mit. Letzterer heiratete Michael Davids Tochter Golde.
Kinder (alle aus 1. Ehe):
- Bermann († 8-jährig)
- Moses Alexander (* um 1702 in Hannover; † 27. April 1741 ebenda; [] alter jüdischer Friedhof Oberstraße Grab Nr. 239) ⚭ Bune Goldschmidt († 1752 in Hannover; [] alter jüdischer Friedhof Oberstraße Grab Nr. 264, Tochter des Levy Goldschmidt aus Kassel und Schwester von Benedikt Goldschmidt)
- David (* um 1703 in Hannover; † 30. Januar 1766 ebenda; [] alter jüdischer Friedhof Oberstraße Grab Nr. 247) ⚭ 1. Serle Bösig (* 26. Oktober 1745 in Hannover; [] alter jüdischer Friedhof Oberstraße Grab Nr. 238, Tochter des Philipp Lazarus Bösig (Hirschel), kaiserlicher Faktor und Münzlieferant in Breslau, Partner von Lehmann Berend in Dresden und der Helene Gomperz, Tochter des Ruben Elias Gomperz) ⚭ 2. Vogelschen Minden († 1794 in Kopenhagen)
- Joseph (* um 1706 in Hannover; † 11. April 1747 ebenda; [] alter jüdischer Friedhof Oberstraße Grab Nr. 236)
- Kalman († 19. März 1747 in Hannover; [] alter jüdischer Friedhof Oberstraße Grab Nr. 237)
- Salomon (* ca. 1718/24 in Hannover; † 20. März 1791 ebenda; [] alter jüdischer Friedhof Oberstraße Grab Nr. 241) ⚭ 1. Rebecka Lea (Blümchen; Tochter des David Michael David und Vogelschen Minden (seine Nichte); † 1794 in Kopenhagen, Tochter des Meyer Minden) ⚭ 2. Wunstorf 1763 Susanna Schönchen Cleve Gumpertz (* in Amsterdam; † 29. Dezember 1797 in Hannover; [] alter jüdischer Friedhof Oberstraße Grab Nr. 243, Tochter des Vorstehers Marcus Gomperz aus Amsterdam)
- Bela (* ca. 1719 in Hannover; † 1741 in Wolfenbüttel) ⚭ Meyer Gumpel Moses, Wolfenbüttel (* um 1700; † 1764)
- Golde (* ca. 1720 in Hannover; † 17. November 1735 ebenda; [] alter jüdischer Friedhof Oberstraße Grab Nr. 284) ⚭ Mose Kosman Berend (* 1713 in Halberstadt; † 23. Dezember 1769; [] alter jüdischer Friedhof Oberstraße Grab Nr. 141), Sohn des Berend Lehmann (* 23. April 1661 in Essen; † 9. Juli 1730 Halberstadt) und der Sara Hanna Beer-Oppenheim (ihr Stiefbruder)